# Ruslana
Ruslana Stepanivna Lyzjytjko (ukrainska Руслана Степанівна Лижичко), född 24 maj 1973 i Lvov, Ukrainska SSR, är en ukrainsk sångerska. Hon vann Eurovision Song Contest 2004 med låten Wild Dances.

## Biografi

### Barndom och utbildning
Ruslana Stepaniva Lyzjytjko föddes i dagens Lviv i västra Ukraina. Vid fyra års ålder började Ruslana på en musikskola och vann också sitt första pris vid samma ålder. Vid 20 års ålder började hon på Lvivs musikkonservatorium där hon utbildades till pianist och orkesterdirigent. På musikkonservatoriet träffade hon Oleksandr Ksenofontov, som nu är låtskrivare och producent. Efter avslutade studier gifte de sig 1995.

### Artistkarriär

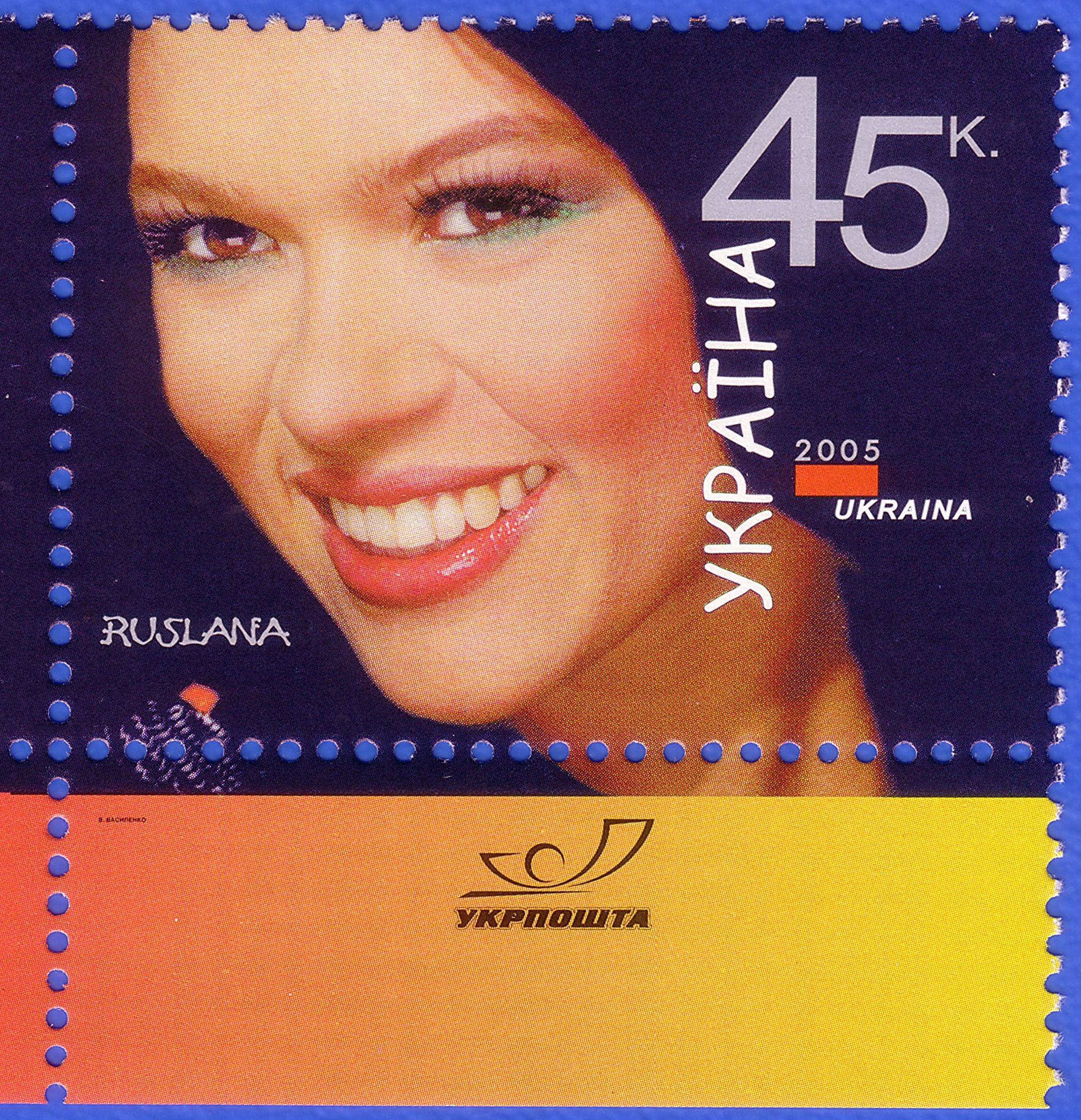
Ruslana på ett ukrainskt frimärke.

Starten för Ruslanas karriär blev vinsten i Slavyansky bazar 1996 och två år efter det släpptes hennes första soloalbum "Myt' vesny" (En tidig vår). Låten "Svitanok" (Soluppgången) på albumet blev en hit och fick pris som nominering till "Årets sång" och musikvideon fick också ett pris som nominering till "Årets bästa musikvideo". 
Efter det blev det tyst i två år, men 2003 kom albumet "Dyki tantsi" (Vilda danser) och blev första album någonsin att sälja platina i Ukraina. Albumet innehåller låtar i "etno-pop-rock"-stil, alla på ukrainska. 
Ruslana var Ukrainas representant vid Eurovision Song Contest i Istanbul 2004. Hon var bara Ukrainas andra deltagare i tävlingen någonsin och den 15 maj tog hon hela Europa med storm och vann tävlingen med hela 280 poäng. 
Vinnarlåten "Wild Dances", som hon skrivit tillsammans sin man, klättrade på många topplistor i Europa och hemma i Ukraina hade "Dyki tantsi" sålts i uppskattningsvis 500.000 exemplar. 
Samma år släppte hon också albumet "Wild Dances" som innehåller ett flertal nya låtar men också några av de gamla låtarna på "Dyki tantsi" översatta till engelska.
Eftersom Ruslana vann 2004 gick Eurovision Song Contest i Kiev 2005. Ruslana var gästartist med två nya låtar. Hon inledde tävlingen med "Heart on Fire" och under omröstningen sjöng hon "The same star".
Hon var först tänkt som en av programledarna av programmet men tvingades avstå eftersom hon samtidigt jobbade på en välgörenhetskonsert som skulle äga rum under tävlingen.  
Det senaste projektet presenterades 2006 och döptes till "Wild energy", inspirerat av romanen "Dyka enerhija Lana" (Wild energy Lana), skriven av de ukrainska författarna Maryna och Serhij Djatjenko. Singeln "Dyka enerhija" (Wild energy) släpptes i augusti 2006 i Ukraina och i Europa våren 2007. Albumet "Wild energy" släppas 2008.
Ruslana har besökt Sverige två gånger. I Stockholm 2004 som gäst på pridefestivalen och 2005 i Göteborg då hon besökte en deltävling i svenska Melodifestivalen.

### Politiskt och socialt engagemang
Under orangea revolutionen stod Ruslana som de flesta västukrainare på den västvänlige Viktor Jusjtjenkos sida. Hon hotade med hungerstrejk om valet inte ogiltigförklarades, vilket skadade hennes popularitet i den rysktalande östra delen av Ukraina. Delar ur videon till "Dance with the Wolves" censurerades i rysk TV eftersom den visade scener ur den orangea revolutionen. Ruslana hade också en kort politisk karriär genom att vara ledamot i parlamentet 2006-2007 för president Jusjtjenkos parti Vårt Ukraina. Efter valet 2010 gick hon över till att offentligt stödja ex-premiärministern Julia Tymosjenko, som satt fängslad 2011-2014. 
Sedan 2006 har hon engagerat sig mycket för arbete mot internationell människohandel bland annat i samverkan med Organisationen för säkerhet och samarbete i Europa (OSSE) och med FN:s internationella kampanj UN.GIFT (The United Nations Global Initiative to Fight Human Trafficking), för vilken hon skrev kampanjsången "Not for Sale". Sedan 2006 är hon även goodwill–ambassadör för Unicef. Hon har också engagerat sig med återkommande välgörenhetskonserter etc, bland annat för barnen, som drabbades av Tjernobylolyckan och med en egen hjälporganisation vid den svåra översvämningskatastrofen i Ukraina 2008.

### Övrigt
Ruslana har också blivit en tv-spelsfigur som värd för den fiktiva radiostationen Vladivostok FM i tv-spelet Grand Theft Auto IV.

## Diskografi

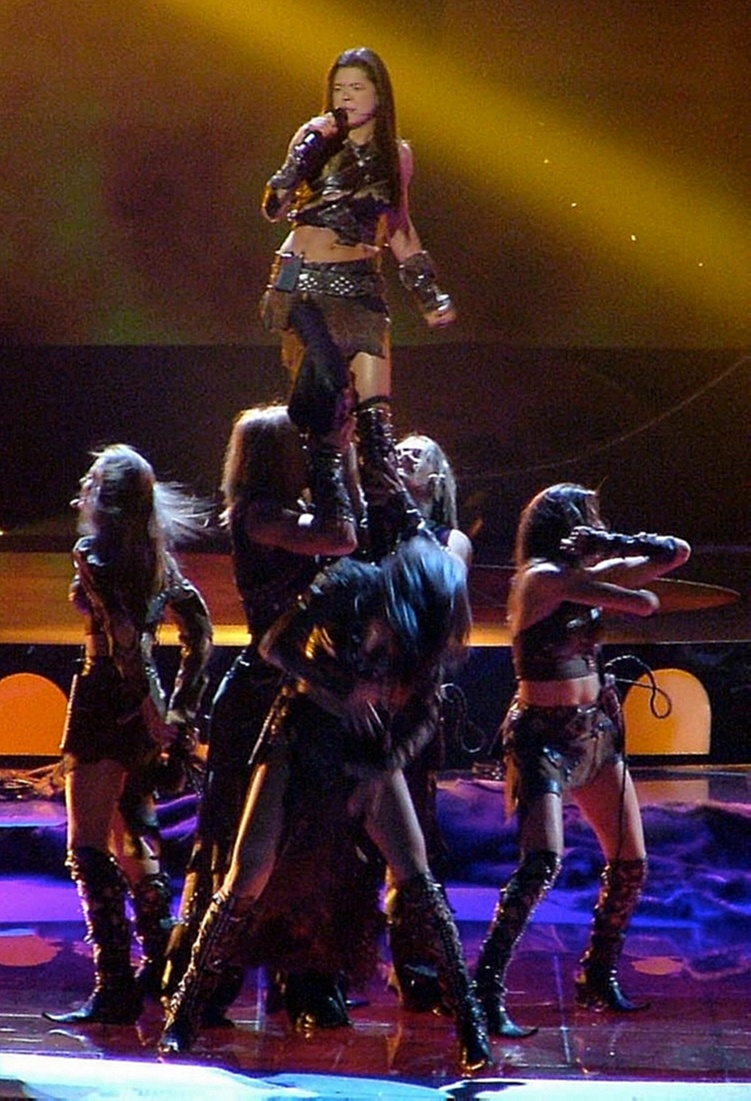

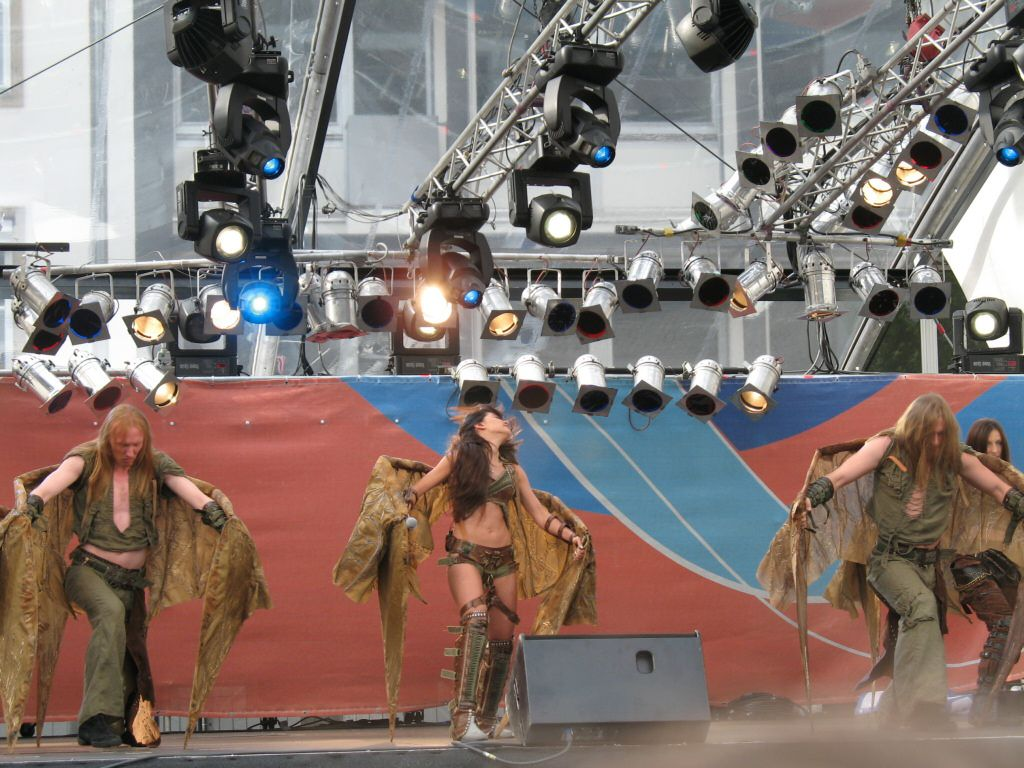

| Album - 1998 - Myt' vesny (Мить весни) - 1999 - Ostanje Rizdvo 90 (Останє Різдво 90) - 2001 - Najkrasjtje (Найкраще) - 2002 - Dobryj Vetjir Tobi (Добрий вечір, тобі) - 2003 - Dyki tantsi (Дикі танці) - 2004 - Wild Dances - 2005 - Ruslana Club'in - 2005 - Wild Dances (New Year Edition) (engelska) - 2008 - Wild Energy (engelska) - 2008 - Amazonka Singlar - 2004 - Wild dances - 2004 - Dance with the Wolves - 2005 - The same star - 2006 - Dyka enerhija - 2008 - Moon of Dreams - 2008 - Vidlunnya Mrij - 2008 - Vogon' chy lid" | Musikvideor - 1998 - Ty - 1998 - Myt' Vesny - 1998 - Svitanok - 1998 - Balada pro princessu - 1998 - Kolyskova - 2000 - Znaju Ja - 2001 - Proschannya z disko - 2002 - Dobrij vechir, tobi... - 2003 - Kolomyjka - 2003 - Oj, Zagraimy, Muzychenku - 2004 - Wild Dances - 2004 - Dance with the Wolves - 2005 - Ring Dance with the Wolves - 2005 - The Same Star - 2005 - U rytmi serdtsja - 2006 - Dyka Enerhija - 2008 - Vidlunnja mriy [Ukrainsk version av "Moon of Dreams" - 2008 - Moon of Dreams (feat. T-Pain) - 2008 - Vogon chy' lid |

## Priser och nomineringar
| År   | Prisutdelare                         | Pris                                               | Resultat  |
| ---- | ------------------------------------ | -------------------------------------------------- | --------- |
| 1996 | Slavyansky bazar                     | 1:a plats                                          | Vann      |
| 2004 | Eurovision Song Contest              | 1:a plats "Wild Dances"                            | Vann      |
| 2004 | World Music Awards                   | Bäst säljande ukrainska artist "Wild Dances"       | Vann      |
| 2004 | MAD TV Video Music Awards (Grekland) | Bästa internationella video "Wild Dances"          | Vann      |
| 2004 | Arion Music Awards (Grekland)        | Bäst säljande internationella single "Wild Dances" | Vann      |
| 2005 | Romanias Most Loved Awards           | Most Loved internationella sångare                 | Vann      |
| 2007 | EMA-MTV Music Awards                 | Bästa Ukrainska Act                                | Nominerad |
| 2009 | Asia Song Festival (Sydkorea)        | Bästa artist + Specialpris för kultursamverkan     | Vann      |